# Circuit intégré 7422

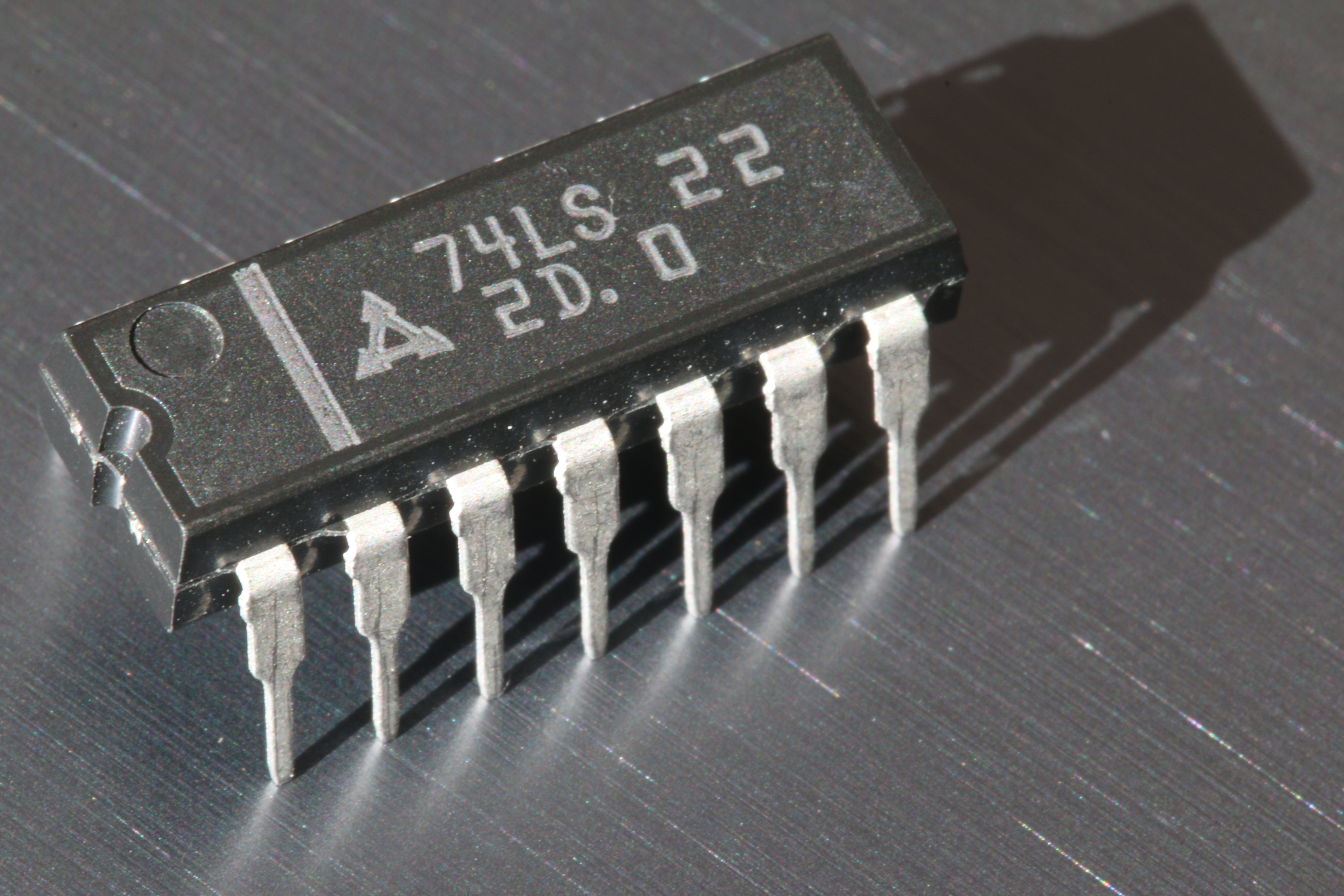
Circuit intégré 7422 (Panasonic 74LS22)

Le circuit intégré 7422 fait partie de la série des circuits intégrés 7400 utilisant la technique TTL.

Ce circuit est composé de deux portes logiques indépendantes NON-ET à quatre entrées possédant chacune une sortie à collecteur ouvert.